# Nodophthalmidium
Nodophthalmidium, en ocasiones denominado erróneamente Nodophtalmidium, es un género de foraminífero bentónico de la subfamilia Nodophthalmidiinae, de la familia Nubeculariidae, de la superfamilia Cornuspiroidea, del suborden Miliolina y del orden Miliolida. Su especie tipo es Nodobacularia compressa. Su rango cronoestratigráfico abarca desde el Paleoceno hasta la Actualidad.

## Discusión
Clasificaciones más recientes incluyen Nodophthalmidium en la superfamilia Nubecularioidea.

## Clasificación
Nodophthalmidium incluye a las siguientes especies:
- Nodophthalmidium anae
- Nodophthalmidium antillarum
- Nodophthalmidium asperum
- Nodophthalmidium biloculata
- Nodophthalmidium compressa
- Nodophthalmidium elenae
- Nodophthalmidium gidya
- Nodophthalmidium gracilis
- Nodophthalmidium hungaricum
- Nodophthalmidium jurassicum
- Nodophthalmidium kurillinensis
- Nodophthalmidium millettiforme
- Nodophthalmidium parviforme
- Nodophthalmidium potentina
- Nodophthalmidium rugosum
- Nodophthalmidium simplex
- Nodophthalmidium umbellosa
- Nodophthalmidium vonkleinsmidi
- Nodophthalmidium zhongshaensis